# Christoph Freitag
Chrostoph Freitag (Judenburg, 21 gennaio 1990) è un ex calciatore austriaco, di ruolo centrocampista.

## Caratteristiche tecniche
È un centrocampista centrale.

## Carriera
Cresciuto nelle giovanili dell'Austria Vienna, ha esordito con la seconda squadra il 5 aprile 2008 in occasione del match vinto 4-1 contro il Bad Aussee.

## Palmarès

### Club

#### Competizioni nazionali
- Erste Liga: 1

Wacker Innsbruck: 2017-2018